# Конец света: Сверхновая
«Конец света: Сверхновая» (англ. 2012: Supernova) — научно-фантастический фильм-катастрофа, снятый в 2009 году студией The Asylum и являющийся мокбастером к многобюджетному фильму Роланда Эммериха «2012». В главных ролях снимались Брайан Краузе, Хизер Маккомб и Неджарра Таунсенд.
Фильм получил преимущественно негативные отзывы. Тем не менее, спустя два года, в 2011 был выпущен сиквел — «2012: Ледниковый период», сюжетно не связанный со «Сверхновой».

## Сюжет
200 лет назад в созвездии Лиры взорвалась звезда и стала сверхновой. Излучение, высвободившееся в процессе, теперь скоро достигнет Земли через несколько дней и угрожает уничтожить ее.
Когда астрофизику NASA Кельвину приказали прибыть на базу, земной шар уже подвергается ударам небольших метеоритов. По пути он, его жена Лаура и его дочь Тина подвергаются нападению сирийцев из-за того, что США доставили ядерные ракеты на космическую станцию. Однако эта сверхсекретная операция призвана отразить пока еще не известное широкой публике излучение сверхновой, а не, как подозревают другие правительства, угрозу другим странам на Земле. Цель состоит в том, чтобы взорвать ядерные ракеты за пределами земной атмосферы и создать таким образом ядерный защитный щит. Кельвина забирают на базу, а его семью сопровождают охранники.
На базе Кельвина возглавляет китаец д-р Кван Йе и русский Дзержинский поддержали. Между тем землю сотрясают все более сильные землетрясения. Охрана семьи Кельвина убита. Становится теплее, количество ударов молний и торнадо быстро увеличивается. Лаура и Тина должны дозвониться до Кельвина в одиночку.
Когда Кельвин проверял системы, на него напал человек в черном. Он подозревает китайского ученого, но у него нет доказательств. Кельвин связывается с женой по телефону и сообщает ей, что полетит на космическую станцию, чтобы взорвать ракеты.
На космической станции российский Дзержинский возглавляет д-р Кван Йе убит. Незадолго до того, как Кельвин хочет запустить ракеты, она тоже нападает на него, но он может ее убить. Он зажигает ракеты, и защитный щит спасает планету.

## В ролях
- Брайан Краузе — доктор Брайан Кельвин[2]
- Хизер Маккомб — Лора Кельвин, жена Брайана[2]
- Неджарра Таунсенд — Тина Кельвин, дочь Брайана[2]
- Стивен Шнайдер — капитан Джеймс Мото[2]
- Стивен Блэкхарт — агент Грин[2]